# Marie Fredriksson
Gun-Marie Fredriksson (Össjö, 30 de maio de 1958 — Danderyd, 9 de dezembro de 2019) foi uma cantora e compositora sueca, mais conhecida internacionalmente como vocalista da dupla de pop rock Roxette, que formou em 1986 com Per Gessle. A dupla alcançou sucesso internacional no final dos anos 1980 e início dos anos 1990 com seus álbuns Look Sharp! (1988) e Joyride (1991), e teve vários sucessos na Billboard Hot 100, incluindo quatro números um.
Fredriksson teve uma carreira de sucesso em seu país natal antes de formar o Roxette. Ela integrava o grupo punk Strul, banda que criou seu próprio festival de música em 1979. A dissolução de Strul levou à criação de seu próximo projeto, o de curta duração MaMas Barn, após o qual ela começou a lançar trabalhos solo. Seu primeiro álbum, Het vind, foi lançado em 1984, seguido por Den sjunde vågen em 1986 e ... Efter stormen em 1987. O avanço internacional do Roxette coincidiu com um período de inatividade de Fredriksson como artista solo, pontuado apenas pelo lançamento do single não-álbum Sparvöga em 1989. Os álbuns solo subsequentes incluíram Den ständiga resan (1992) e I en tid som vår (1996).
Em 2002, depois de desmaiar em casa, Fredriksson foi diagnosticada com um tumor cerebral. Durante sua reabilitação, ela continuou a gravar músicas como artista solo, resultando em The Change em 2004 e Min bäste vän em 2006, bem como no single não-álbum "Där du andas" em 2008 - seu primeiro e único single solo que foi número um na Suécia. Ela e Gessle se reuniram mais tarde para gravar mais álbuns como Roxette, e a dupla embarcou em uma turnê mundial. Ela também continuou a gravar como artista solo na Suécia, lançando Nu! em 2013. Fredriksson morreu em 9 de dezembro de 2019 como resultado de problemas de saúde decorrentes de seu tumor cerebral.

## Primeiros anos
Gun-Marie Fredriksson nasceu em 30 de maio de 1958 nos arredores da pequena vila sueca de Össjö. Quando ela tinha quatro anos, seus pais venderam sua fazenda e se mudaram para Östra Ljungby, onde seu pai, Gösta, conseguiu um emprego como carteiro e sua mãe, Inez, se tornou operária. Três anos depois, sua irmã mais velha Anna-Lisa se envolveu em uma colisão fatal. Seu carro foi esmagado por um caminhão-tanque enquanto ela estava viajando para comprar um vestido para sua festa de noivado. Marie explicou: "Ela tinha 20 anos - e eu mal consigo me lembrar dela hoje. Mas eu me lembro da dor, de como a família foi despedaçada. Completamente. Depois disso eu tive que me virar sozinha. Eu tinha apenas sete anos".
Com ambos os pais trabalhando em tempo integral, mas incapazes de pagar a creche, Marie e seus irmãos menores de idade muitas vezes ficavam desacompanhados em casa enquanto seus pais trabalhavam. Foi nesse período, com a ajuda de irmãos e amigos, que aprendeu a cantar, ler notação e tocar instrumentos musicais. Ela também creditou seu pastor por encorajar seu amor pela música, e disse que ela se apresentava "desde pequena e eu e minha irmã Tina íamos para a escola dominical. Tínhamos um pastor maravilhoso em Östra Ljungby. memórias brilhantes e adoráveis daquele lugar, mesmo quando minha irmã mais velha morreu. Eu amei todas as músicas. Foi uma fonte de liberdade para mim... para nós duas".
Seu interesse pela música continuou a crescer ao longo de sua adolescência, quando ela descobriu artistas como The Beatles, Joni Mitchell, Jimi Hendrix e Deep Purple. Ela se matriculou em uma escola de música em Svalöv aos dezessete anos, onde fez amizade com estudantes do departamento de teatro compondo música para suas peças amadoras. Como nenhum outro vocalista da escola poderia imitar o alcance vocal de Fredriksson, ela se juntou ao elenco de um musical que ela co-escreveu. Este musical excursionou por toda a Suécia, com sua execução culminando em uma apresentação em Estocolmo para o primeiro-ministro Olof Palme.

## Carreira

### Início da carreira
Depois de se formar na escola de música em 1977, Fredriksson mudou-se para Halmstad, onde trabalhou no teatro antes de se envolver na cena musical indie local. Ela formou o grupo punk Strul (inglês: Hassle) em 1978 com o então namorado Stefan Dernbrant - a banda consistia em uma formação extensa e turbulenta de músicos, a maioria dos quais sairia após uma única apresentação. Strul estabeleceu seu próprio festival de música independente em 1979, Strulfestivalen, que foi financeiramente lucrativo para a banda. O festival foi realizado todo verão durante três anos, até 1981. Dernbrant saiu do grupo em dezembro de 1980, quando ele e Fredriksson terminaram o relacionamento. Devido ao sucesso do festival, Fredriksson optou por continuar se apresentando sob o nome Strul ao lado do outro membro mais antigo da banda, o guitarrista Martin Sternhufvud. A popularidade do grupo aumentou substancialmente em 1981, culminando em várias apresentações em programas musicais suecos de televisão. ssa exposição levou Strul a assinar com a gravadora independente Bastun, que lançou seu primeiro e único single em junho, o lado A duplo "Ki-I-Ai-Oo" / "Strul igen". O lançamento foi programado para coincidir com a versão de 1981 do Strulfestivalen, que seria a última. Três meses depois, o grupo se separou permanentemente após uma apresentação "desastrosa" no festival Pop Around the Clock, que foi transmitido nacionalmente pela rádio sueca.
Após a separação de Strul, Fredriksson e Sternhufvud formaram uma nova banda, MaMas Barn (inglês: MaMas Children). Os dois eram os únicos membros permanentes, com Sternhufvud passando para os vocais e Fredriksson para os teclados. O nome foi criado combinando as duas primeiras letras do nome de batismo de ambos os membros. A dupla dividia regularmente um espaço de ensaio com Gyllene Tider, fazendo com que o baixista e o baterista desta última banda - Anders Herrlin e Mickael "Syd" Andersson, respectivamente - se tornassem membros. Esse relacionamento próximo entre as duas bandas resultou em Fredriksson realizando os vocais na música "Nothing of What You Need" de Gyllene Tider, de 1981. No ano seguinte, MaMas Barn assinou com a CBS Records International antes de seu contrato de gravação ser vendido para a WEA International, que financiou a gravação de seu único álbum, Barn som barn (inglês: Children as Children). O álbum foi produzido pelo guitarrista do ABBA, Finn Sjöberg, e finalmente lançado em novembro de 1982. Embora tenha sido um sucesso de crítica, o disco teve dificuldades comerciais, vendendo aproximadamente mil cópias. O grupo se desfez logo depois.
Acreditando que Fredriksson era "muito talentosa para se esconder atrás de teclados", Gessle a convidou para um teste para o produtor de Gyllene Tider, Lars-Göran "Lasse" Lindbom. Impressionado com sua voz, Lindbom ofereceu a Fredriksson um contrato como artista solo na EMI Suécia, embora ela inicialmente tenha recusado o acordo, dizendo que estava "muito nervosa" e "não tinha confiança" para ser uma artista solo. Ela executou vocais em dueto em "Så nära nu" (inglês: "So Near Now"), o primeiro single do álbum Romantisk Blackout de 1982 da Lasse Lindbom Band. O álbum fez sucesso na Suécia, e ela se juntou à banda de Lindbom como vocalista de destaque em uma extensa turnê pelo país. Após sua conclusão no outono de 1983, Fredriksson gravou backing vocals para o álbum de estreia em inglês de Gyllene Tider, The Heartland Café, lançado na Suécia com o nome original da banda e em formato EP na América do Norte sob o nome Roxette - derivado da canção do Dr. Feelgood de mesmo nome.

### O início do Roxette eEfter stormen

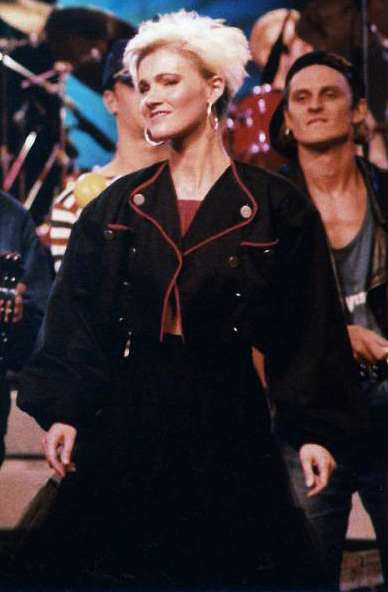
Marie Fredriksson em 1987 na turnê "Rock Runt Riket"

Gessle e Marie discutiam a possibilidade de trabalhar juntos há anos. Fredriksson havia feito backing vocal em algumas canções da banda Gyllene Tider e em outros projetos dessa banda, incluindo uma tentativa do Gyllene Tider de lançar um álbum em inglês nos Estados Unidos. À época da formação do Roxette, Marie via sua carreira solo em ascensão na Suécia, enquanto Gessle - um ex-membro de uma boy band cuja carreira solo não estava indo bem - tinha pouca receptividade em seus trabalhos solo. Amigos e pessoas da indústria eram céticos em relação à ideia de Marie colaborando com Gessle. A ideia de ambos era formar uma dupla, cantando em inglês e tentando obter algum sucesso na Europa.
Em 1986, ela decidiu se aliar a Gessle sob o nome Roxette - mesmo nome que a banda Gyllene Tider tinha usado quando tentaram lançar seu álbum The Heartland Café nos Estados Unidos. Seu primeiro single "Neverending Love" foi um sucesso na Suécia, e o álbum de estreia do Roxette, Pearls of Passion, além de dar um alento à carreira de Per, consolidou Marie como uma artista de renome.
Em 1987, o recém-formado Roxette apresentou-se na turnê "Rock Runt Riket" em conjunto com ao Eva Dahlgren e Ratata. Nesse mesmo ano, Marie gravou seu terceiro álbum solo Efter Stormen. Mais uma vez, ela trabalhou junto com Lasse Lindbom, tanto como produtor quanto como compositor. O lançamento deste álbum foi seguido por outra turnê solo.
Em fevereiro de 1989, ela também gravou uma canção especialmente para uma série de televisão sueca. Chamada "Sparvöga", essa canção tornou-se um de seus maiores sucessos. Marie já era, então, uma das cantoras mais conhecidas da Suécia.

### Sucesso internacional
Em 1988, a dupla voltou ao estúdio e gravou um segundo álbum, Look Sharp! que mais uma vez foi um grande sucesso na Suécia. No entanto, a dupla inesperadamente conseguiu chegar ao topo do Billboard Hot 100, principal ranking musical dos Estados Unidos, com o single "The Look", em abril de 1989. Quase de imediato, Gessle e Marie tornaram-se grandes artistas internacionais, que de repente viram-se viajando por todo o mundo, vendendo milhões de discos, e recebendo prêmios. Look Sharp! foi um grande sucesso, com mais duas canções além de "The Look" no top 10 do Billboard Hot 100 ("Listen to Your Heart" e "Dangerous").
Em 1990, Gessle foi abordado pela produtora Touchstone Pictures para escrever uma canção para o filme Uma Linda Mulher. Como não teve tempo para criar uma nova canção, ele re-editou uma antiga canção de Natal, "It Must Have Been Love", que foi incluída no filme, chegou ao topo das paradas musicais norte-americanas por 2 semanas em junho de 1990 e se tornou uma das canções mais conhecidas da dupla.
Em 1991, um terceiro álbum, Joyride, foi lançado, alcançando, assim como Look Sharp!, o certificado de álbum de platina pela RIAA. O lançamento do álbum foi seguido pela turnê "Join the Joyride World Tour 1991-92", com shows realizados em mais de 100 cidades. No entanto, após a turnê, nenhuma outra música lançada pelo Roxette conseguiu chegar ao top 10 do Billboard Hot 100 novamente.

### Den ständiga resan
Em 1992, Marie retornou à sua carreira solo com Den ständiga resan. O álbum é considerado seu auto-retrato musical e foi escrito como um diário, contendo canções muito pessoais sobre sua vida, sentimentos e relacionamentos. "Isso reflete um período de quatro a cinco anos de minha vida", disse Marie sobre o álbum. "Foi uma crise, com efeitos colaterais infernais. Mas estou feliz com ele." A canção "Ett Enda Liv" foi escrita sobre um amigo que cometeu suicídio.
Durante a turnê mundial de Joyride, Marie conheceu um amigo de alguns membros da banda, Mikael Bolyos, na Austrália. Eles iniciaram um relacionamento dentro de 3 dias e Fredriksson ficou grávida em um ano. Durante a gravidez, ela realizou uma pequena turnê pela Suécia para divulgar o álbum Den ständiga resan, e também apresentou-se com o Roxette para a série MTV Unplugged. Ela deu à luz sua filha Inez Josefin (conhecida como Josefin) em 29 de abril de 1993.

### I en tid som vår
Em 1996, Marie gravou um álbum em espanhol com o Roxette, Baladas En Español, e um novo álbum solo, I en tid som vår. Seu segundo filho, Oscar Mikael, nasceu em 26 de novembro de 1996.

### Äntligen - Marie Fredrikssons bästa 1984–2000
Em 1998 e 1999, Marie trabalhou em conjunto com Per Gessle no novo álbum do Roxette, Have A Nice Day. Em 2000, Marie lançou um álbum de grandes sucessos sob o título Äntligen - Marie bästa Fredrikssons 1984-2000, que foi seguido por uma turnê de verão, mais tarde lançado como CD/DVD ao vivo chamado Äntligen - Sommarturné. O álbum vendeu mais de 350 000 e dois singles foram lançados do álbum: "Äntligen" e "Det som var nu".
Nesse mesmo ano, Marie relançou todos os seus álbuns em um box set chamado Kärlekens Guld. Os álbuns foram remasterizados e traziam algumas canções inéditas, bem como vinham em uma nova embalagem.

### Câncer
Em 11 de setembro de 2002, Marie desmaiou no banheiro de sua casa, batendo a cabeça e sofrendo uma concussão. Exames indicaram que ela tinha um tumor cerebral na parte de trás de sua cabeça. Depois de esperar várias semanas até se recuperar da concussão, ela passou por uma cirurgia bem-sucedida para remover o tumor, que era maligno. Em seguida, ela resistiu por meses de quimioterapia e radioterapia. Marie sofreu alguns danos permanentes no cérebro, e na época perdeu a capacidade de ler e contar. Também perdeu sua visão no olho direito e teve os movimentos do lado direito de seu corpo ligeiramente afetados.
Em janeiro de 2003, o Roxette recebeu uma premiação do rei da Suécia, Carl Gustaf XVI. A cerimônia foi o primeiro evento em que Fredriksson apareceu depois de sua operação. Esta foi uma das poucas aparições públicas realizadas durante a sua doença. Ela retirou-se da vida pública por quase dois anos.
Em 21 de outubro de 2005, Marie declarou: "Foram três anos muito difíceis", mas em uma entrevista com Jens Peterson publicado no tabloide Aftonbladet, Fredriksson diz que ganhou sua luta contra o câncer. "Estou saudável", diz ela. "Não estou mais em tratamento".

### The Change
Cerca de 6 meses após o diagnóstico de seu câncer, Marie e seu marido começaram a trabalhar em The Change, primeiro álbum solo da cantora em inglês. O álbum foi bem recebido pelo público sueco e entrou nas paradas musicais suecas em primeiro lugar. O primeiro single, "2nd Chance", entrou na parada de singles suecos no número 1. Logo após seu lançamento, The Change alcançou status de ouro (20 000 cópias vendidas) na Suécia, de acordo com a IFPI.
Juntamente com o lançamento de The Change, Marie lançou uma nova editora, juntamente com seu marido Mickael Bolyos. A MaryJane Music foi criada "como uma casa para os álbuns solo de Marie", afirma o site da gravadora, "mas como a colaboração musical entre Marie e Mikael continua e se expande, não se surpreenda se você encontrar outros projetos interessantes com alguns de seus amigos músicos lançados com esse selo".

### Retorno à turnê, reunião do Roxette e trabalho solo

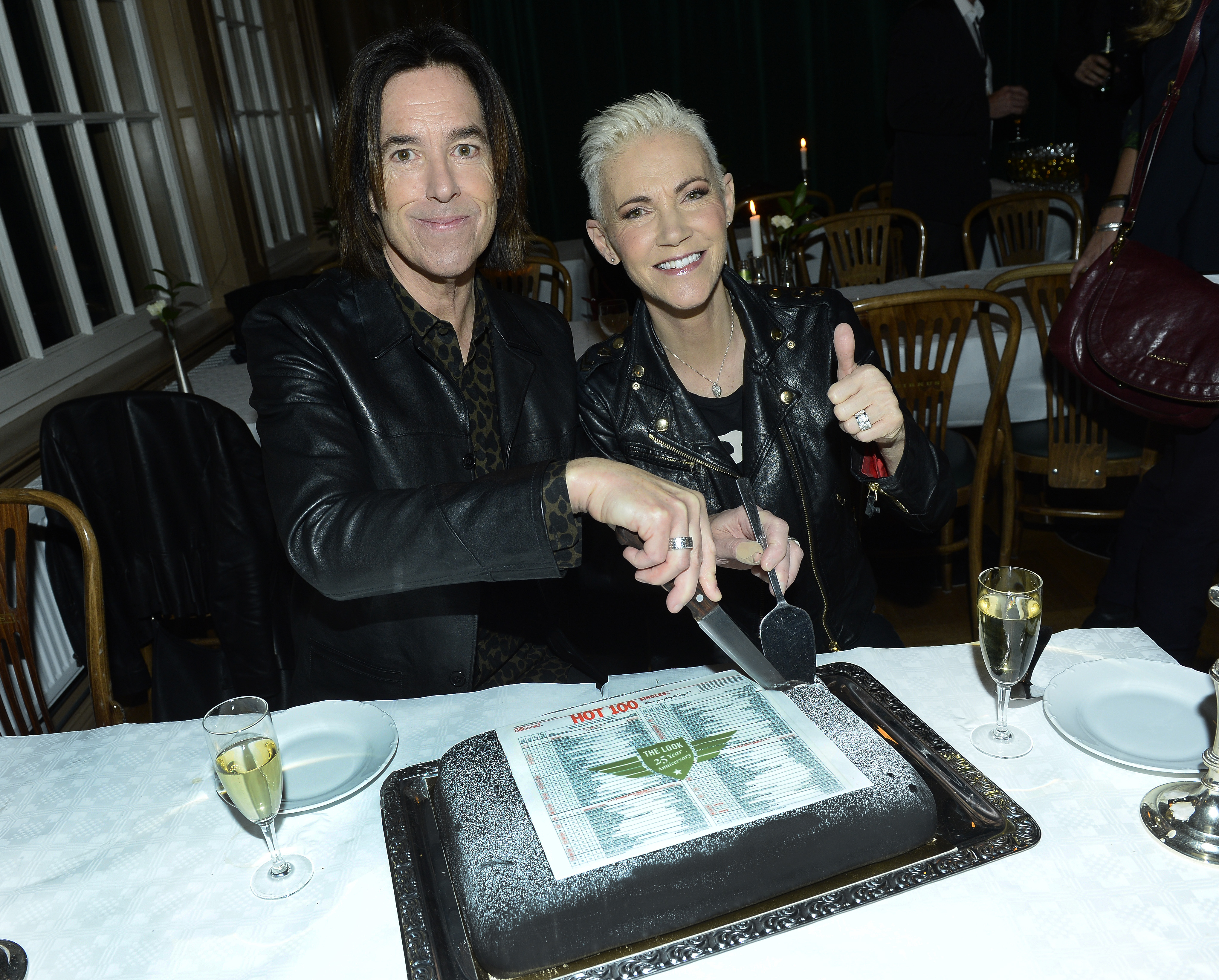
Gessle e Fredriksson comemorando o 25º aniversário de "The Look" no topo da Billboard Hot 100 em abril de 2014

Där du andas foi lançada em agosto de 2008 como música tema do filme Arn – The Kingdom at Road's End, e se tornou o primeiro single Fredriksson a alcançar a primeira posição em seu país natal. Durante o inverno de 2008, ela participou da série de concertos "Stjärnklart", na qual pode ser vista realizando um set abreviado ao lado de outros vocalistas em salas de concerto suecas. Em maio de 2009, ela se juntou a Gessle no palco do Melkweg em Amsterdã para realizar interpretações acústicas de várias músicas do Roxette, durante um show de sua Party Crasher Tour. Imediatamente após a apresentação, Gessle anunciou ao Aftonbladet que o Roxette se apresentaria na edição de 2009 do "Night of the Proms". Na primeira noite dessa turnê, o Expressen informou que a dupla estava gravando material para um novo álbum desde maio de 2009.
A dupla se reuniu para uma apresentação privada no casamento de Vitória, Princesa Herdeira da Suécia, e Daniel Westling no Palácio de Estocolmo em 18 de junho de 2010. O Roxette então embarcou em uma turnê de sete datas pela Europa no verão de 2010. "She's Got Nothing On (But the Radio)" foi lançado em janeiro de 2011, tornando-se um sucesso substancial na Europa continental, e seu single de maior sucesso na Alemanha desde "How Do You Do!", de 1992. Seu oitavo álbum de estúdio, Charm School, foi lançado no mês seguinte. "The Neverending World Tour", sua primeira turnê mundial em quinze anos, começou em março de 2011, terminando em fevereiro de 2016. Outro álbum de estúdio, Travelling, foi lançado em março de 2012. Em junho de 2013, Fredriksson cantou "Ännu doftar kärlek" no casamento da Princesa Madeleine e Christopher O'Neill. Em novembro, ela lançou Nu!, seu primeiro álbum de material original sueco desde 1996. Fez uma turnê de dezenove datas em salas de concerto suecas, seus primeiros shows solo desde 2000.
O décimo álbum de estúdio do Roxette, Good Karma, foi lançado em junho de 2016, e deveria ser promovido com uma turnê europeia comemorando o 30º aniversário da dupla. No entanto, esses shows foram cancelados depois que Fredriksson foi aconselhada por seus médicos a interromper todas as atividades de turnê, devido a problemas de saúde. Ela divulgou um comunicado dizendo: "Infelizmente, agora meus dias de turnê acabaram e quero aproveitar esta oportunidade para agradecer aos nossos maravilhosos fãs que nos seguiram em nossa longa e tortuosa jornada". Fredriksson lançou três singles não-álbuns depois de anunciar sua aposentadoria da turnê: "Alone Again" e "I Want to Go" em 2017, e "Sing Me a Song" em 2018.

## Vida pessoal
Fredriksson conheceu seu marido, o tecladista Mikael "Micke" Bolyos, durante a etapa australiana de "Join the Joyride!" em dezembro de 1991. Mais tarde, ela disse sobre o impacto que Bolyos teve em sua carreira profissional:
| “ | Se [nós] não tivéssemos nos conhecido, eu não sei se eu poderia continuar no Roxette por muito mais tempo. Eu não conseguia lidar com o lado pessoal da vida em turnê. Eu estava saindo em bares, bebendo demais. Fiquei muito triste e tive muita dificuldade com a imprensa, quando sempre tive que ser legal e dizer as coisas certas, sempre ter que estar disponível para todos, sempre sorrindo e sendo feliz. Marie Fredriksson, a performer, havia crescido em estatura, às custas de Marie, a pessoa privada. Eu tinha cada vez menos espaço para ser eu mesma, e quando eu era eu me sentia incerta, pequena e perdida. | ” |

O casal se casou em uma cerimônia privada em maio de 1994, que contou com a presença apenas de familiares próximos. Sua decisão de não convidar Gessle e sua esposa para o casamento brevemente se tornou uma fonte de tensão entre a dupla. Mais tarde ela explicou: "Alguns de nossos amigos se sentiram excluídos e decepcionados. Hoje eu entendo que, por exemplo, Per e [sua esposa] ficaram magoados [por não serem convidados], mas então eu não vi dessa forma. A preocupação era que eu queria que o casamento fosse privado. Era o que parecia importante na época". Fredriksson e Bolyos tiveram dois filhos: uma filha chamada Inez Josefin (nascida em 29 de abril de 1993) e um filho chamado Oscar Mikael (nascido em 26 de novembro de 1996).

## Morte
Fredriksson morreu em 9 de dezembro de 2019 aos 61 anos, após uma batalha de 17 anos contra o câncer após seu diagnóstico de tumor cerebral em 2002. Um funeral privado, com apenas sua família imediata presente, ocorreu em um local não revelado. Entre as homenagens expressas a Fredriksson estava uma declaração do rei Carlos XVI Gustavo da Suécia, que disse: "Ficamos impressionados com a triste notícia de que a cantora Marie Fredriksson faleceu. Para muitos em nosso país, mesmo em minha família, sua música é intimamente associada a memórias de momentos particularmente importantes da vida". Um concerto em memória de Fredriksson aconteceu no Stora Teatern em Gotemburgo em 20 de janeiro, com apresentações de Per Gessle e Eva Dahlgren. O concerto foi transmitido na íntegra cinco dias depois pela Sveriges Television.

### Lançamentos póstumos
Uma música solo inédita intitulada "Sea of Love" foi lançada postumamente no primeiro aniversário de sua morte. Gravada em 2017, foi a última faixa que ela gravou em vida e foi inspirada nas manifestações pacíficas que se seguiram ao ataque de caminhão em Estocolmo em 2017. Roxette lançou um álbum de compilação de outtakes intitulado Bag of Trix em 11 de dezembro de 2020, contendo várias demos inéditas compostas por Fredriksson. Outra música solo, "Stay", foi lançada como single não-álbum em 28 de maio de 2021.

## Discografia
- Het Vind (1984)
- Den Sjunde Vågen (1985)
- Efter Stormen (1987)
- Den Ständiga Resan (1992)
- I En Tid Som Vår (1996)
- Äntligen - Marie Fredrikssons Bästa 1984-2000 (2000)
- The Change (2004)
- Min Bäste Vän (2006)
- Tid For Tystnad (2007)
- A family affair (2007)
- Tid för tystnad - Marie Fredrikssons ballader (2007)